# AKB48 永遠在一起
《AKB48 永遠在一起》（又可直譯為「AKB48紀錄電影：少女們即使受傷，也在努力實現夢想」）是一部2012年1月27日在日本國內首映、以女子偶像團體AKB48為主角的紀錄電影。由曾經拍過多部AKB48音樂影片的高橋榮樹執導，其宣傳標語為「AKB48一邊受傷，一邊面對困難，是不屈的偶像團體。」（AKB48は、傷つきながら、困難と向き合う、不屈のアイドルグループである。）

## 簡介
此片是繼2011年1月22日上映的《AKB48 夢想起飛》（DOCUMENTARY of AKB48 to be continued 10年後、少女たちは今の自分に何を思うのだろう?）之後，AKB48記錄電影的第2作。與前作同様，記錄AKB48在2011年一年間的活動舞台幕後花絮及成員們的訪問。旁白是声優能登麻美子。主題曲《First Rabbit》是為了本作而新寫的歌曲。
電影觀客動員排行（興行通信社調查）初登場獲得第7位的記錄。

## 主題曲
電影主題曲《First Rabbit》是一首為了此片特別錄製的新曲

## 工作人員
- 監督：高橋榮樹
- 企劃：秋元康
- 製作：窪田康志、新坂純一、秋元伸介、北川謙二、吉田立
- 製作人：古澤佳寛、磯野久美子、松村匠、牧野彰宏、岸辺香里
- 監督生產者：石原真
- 製片：篠田学、大日方教史
- 音樂：大坪弘人
- 攝影：村上拓
- 錄音：久連石由文
- 編集：伊藤潤一
- 旁白：能登麻美子
- 制作：North River（ノース・リバー）
- 制作協力：KRK PRODUCE、Pipeline（パイプライン）
- 製作：AKS 、東宝、秋元康事務所、North River、NHK ENTERPRISES、
- 配給：東宝映像事業部

## 海外播映
《AKB48 永遠在一起》是在2012年5月18日時，與紀錄片系列首作《AKB48 夢想起飛》兩片同時在台灣的部分電影院線進行限期播映。

## 外部連結
- 官方网站
- 導演高橋榮樹訪談（页面存档备份，存于）（MyNavi）（日語）